# Setalidius
Setalidius is een geslacht van kevers uit de familie van de loopkevers (Carabidae). De wetenschappelijke naam van het geslacht is voor het eerst geldig gepubliceerd in 1878 door Chaudoir.

## Soorten
Het geslacht Setalidius omvat de volgende soorten:
- Setalidius attenuatus Fauvel, 1882
- Setalidius nigerrimus Chaudoir, 1878